# 施文迪巴赫
施文迪巴赫是瑞士的城鎮，位於該國中西部，由伯恩州負責管轄，面積1.5平方公里，七成土地是農業用地，海拔高度880米，2011年人口248，人口密度每平方公里165人。